# Albert Schmid (Ingenieur, 1847)

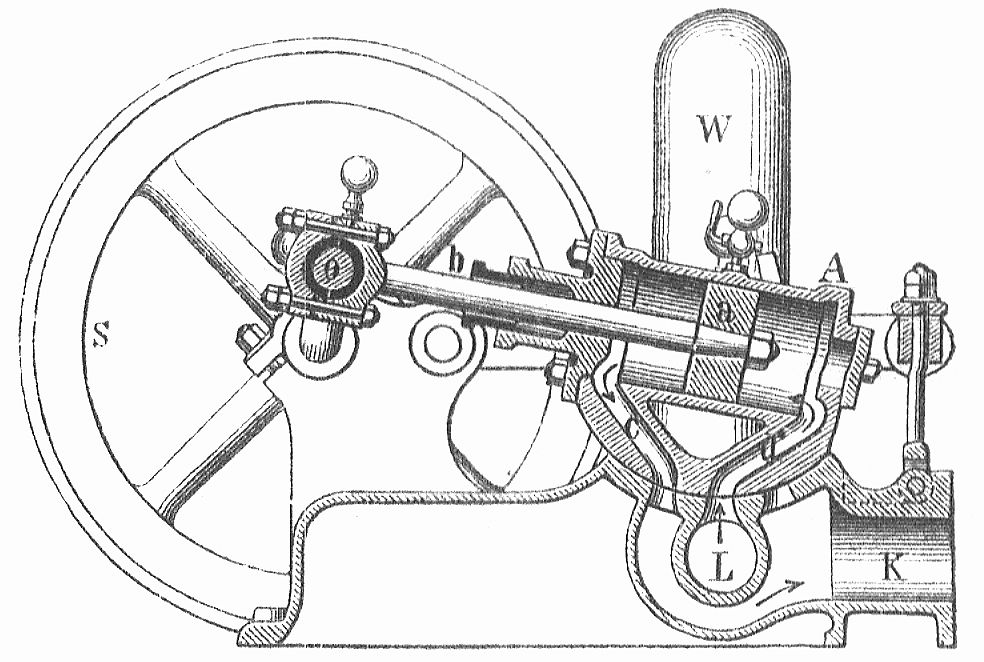
Schnittzeichnung eines Wassermotors nach Schmid aus Meyers Lexikon (etwa 1905)

Albert Schmid (* 10. Februar 1847 in Zürich; † 14. Januar 1915 ebenda) war ein Schweizer Maschinenbauingenieur und der Erfinder des Schmid’schen Wassermotors.

## Leben
Albert Schmid studierte bis 1865 am Polytechnikum Zürich und arbeitete darauf bei Escher Wyss & Cie, bei den Gebrüdern Sulzer und bei der Nordostbahn. Hier bildete er sich im Lokomotivenbau aus und wurde Lokführer. Als solcher verbrachte er einige Zeit in England, Russland und Österreich. 1870 kehrte er nach Zürich zurück. Dort nahm er an der Ausschreibung des Stadtrates für den Bau von Wassermotoren, mit einer Leistung von 1/3 bis 3/4 PS, für das hiesige Druckwassernetz teil.
Der von Schmid konstruierte, schieberlose Motor mit oszillierendem Zylinder erwies sich als so effektiv und robust, dass ihm seine Konstruktion den Spitznamen Motorenschmid einbrachte, der ihm bis zu seinem Lebensende blieb. Für seine Maschinen erhielt er unter anderem im Jahr 1873 bei der Weltausstellung in Wien verschiedene Auszeichnungen. Im Jahr 1876 eröffnete Schmid die Maschinenfabrik an der Sihl in Zürich.
Er baute dort zahlreiche Wassermotor-Typen sowie andere Geräte und Maschinen. Unter anderem baute er Dampflokomobile. Eines dieser Exemplare stellte er 1878 bei der Pariser Weltausstellung zur Schau.